# Трёхглавая мышца голени
Трёхглавая мышца голени — мышца голени задней группы.
Состоит из двух мышц — икроножной (поверхностной) и камбаловидной (глубокой). Каждая из трёх головок мышцы (2 от икроножной и одна от камбаловидной) имеет собственное начало. Обе мышцы соединяются в одно ахиллово сухожилие и прикрепляются к бугру пяточной кости.

## Функция
Вся мускулатура трёхглавой мышцы голени производит подошвенное сгибание стопы в голеностопном суставе как при свободной ноге, так и при опоре на конец стопы. Линия тяги мышцы проходит медиально от оси подтаранного сустава, поэтому она ещё приводит и супинирует стопу.
При нахождении в стоячем положении, трёхглавая мышца голени (в основном её часть — камбаловидная мышца) препятствует опрокидыванию тела кпереди в голеностопном суставе. Мышце приходится работать преимущественно при отягощении весом всего тела. В связи с этим она отличается силой и имеет большой поперечник. Икроножная мышца может также сгибать колено при фиксированной голени и стопе.